# Karl Leopold von Möller

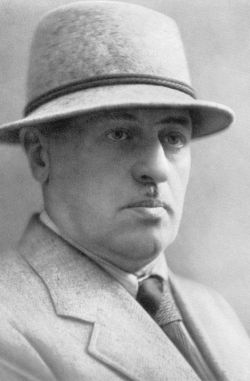
Karl von Möller (vor 1943)

Karl Leopold Edler von Möller (* 11. Oktober 1876 in Wien; † 23. Februar 1943 in Jimbolia, Rumänien) war ein österreichischer nationalsozialistischer Volkstumspolitiker, Autor und Journalist im Banat.

## Leben und Wirken
Die Herkunft der Familie von Möller weist in die Lüneburger Heide. Karl von Möllers Großvater nahm als Freiwilliger an den Befreiungskriegen teil und wurde in Hermannstadt (Siebenbürgen) abgerüstet. Sein Vater kam aus Hermannstadt nach Wien.
Karl von Möller wurde in Wien geboren, wo er nach dem Gymnasium die Kadettenschule und die Kriegsschule besuchte. Im Ersten Weltkrieg zog er als Major und Generalstabschef der 34. Infanteriedivision, Banater Division, zuerst an die serbische und dann an die galizische Front. Von Möller führte ab 1916 als Oberstleutnant und später als Oberst das ungarische Infanterieregiment Nr. 65 an der Ostfront. Er wurde mit dem Leopoldsorden ausgezeichnet.

### Politiker
Nach dem Zerfall der Habsburgermonarchie von 1918 nahm er als Oberst seinen Abschied von der Armee und ging nach Timișoara, wo er sich in der Volkstumspolitik für politische und kulturelle Gleichberechtigung der Rumäniendeutschen einsetzte. Von Möller war am 9. Mai 1919 Mitbegründer des Deutsch-Schwäbischen Kulturverbandes, dessen Obmann Johann Junker war. Geschäftsführender Obmann war Michael Kausch. 1919 wurde von Möller zum zweiten Bürgermeister von Timișoara gewählt. Von 1919 bis 1926 war er als Senator im rumänischen Oberhaus in Bukarest Vertreter der Banater Schwaben. Karl von Möller trat 1920 zusammen mit Josef Gabriel der „Volksgemeinschaft“ bei.
Ab 1920 machte er Reisen nach Deutschland, hielt Vorträge in Sachsen, Westfalen, Baden, Württemberg, Thüringen, Berlin und München. 1923 hatte er Kontakte zu nationalsozialistischen Kreisen; er gilt als früher Anhänger Adolf Hitlers. Nach seiner Heimkehr wurde er Chefredakteur der „Banater Deutschen Zeitung“. Er zählte zu den Mitgliedern des „Deutschen Volksrats“.
Von Möller gilt als einer der Wegbereiter des Faschismus im Banat. 1931 gründete er die erste Banater Ortsgruppe der „Nationalsozialistischen Selbsthilfebewegung der Deutschen in Rumänien“ (NSDR) in Jimbolia (deutsch: Hatzfeld), die vom Gedankengut der Erneuerer getragen wurde. Kurz darauf wurde von Möller 1932 erster Gauleiter des Banats und gründete im gleichen Jahr das nationalsozialistische Blatt „Der Stürmer“ in Timișoara. Im Frühjahr 1933 wurde er als Gauleiter wieder abgesetzt. Im gleichen Jahr leitete er als „Kulturamtsleiter“ in Hermannstadt die „Arbeitsstelle für weltanschauliche Erziehung und Kulturpolitik“. Nachdem sein Antrag auf Aufnahme in die Wehrmacht abgelehnt worden war, weil er das Eintrittshöchstalter überschritten hatte, schrieb er am 7. September 1939 an Karl Schworm: „Was wäre ich glücklich, wenn das Schicksal mich an die Front stellte, gleichviel ob in West oder Ost! Ich kann mir keinen schöneren Abschluß meines Kämpferlebens denken, als für Führer und Reich zu enden.“ 1941 wurde er zum „Kulturrat“ der Deutschen Volksgruppe in Rumänien ernannt.

### Autor
Seiner Biografie auf dem „Kulturportal West-Ost“ zufolge entfaltete von Möller neben seiner politischen „eine rege schriftstellerische Tätigkeit, die sich an den großen Romanen Adam Müller-Guttenbrunns (1852–1923) orientierte und die geistige und politische Entwicklung des Südostdeutschtums, insbesondere aber der Banater Schwaben, von der Ansiedlung bis zu ihrem völkischen Erwachen um die Wende zum 20. Jahrhundert zur Vorlage hatte. Als Chefredakteur der ‚Banater Deutschen Zeitung‘ stellte er sich in den Dienst der ‚Banater schwäbischen Volksgemeinschaft‘.“
Von Möllers Romane versuchen ein konkretes Bild der jeweiligen Ereignisse aus der Sicht ihrer Zeit zu geben. Er ist einer der populärsten Autoren historischer Romane seiner Zeit, allerdings mit nationalistischem und antisemitischem Einschlag. Von Möller begann bereits in den frühen 1920er Jahren mit der Veröffentlichung ultranationalistischer Schriften. Als „Verfechter des völkischen Antisemitismus“ schrieb er in seiner Gazette „Der Stürmer“. In seiner zweibändigen Arbeit „Wie die schwäbischen Gemeinden entstanden sind“ (Timișoara 1923–24) äußerte Möller 1924 „offen seine chauvinistischen Ideen und Vorstellungen, indem er das ‚germanische Rassenelement‘ (Bd. 2, S. 22) des deutschen Übermenschen in den Vordergrund seiner historischen Ausführungen rückte“.
In dem Roman „Die Werschetzer Tat“ (1936) verherrlicht er die Verteidigung von Werschetz am westlichsten Hang der Banater Berge zur Zeit des letzten großen Türkeneinfalls in das Banat 1788. Angelehnt an das historische Geschehen veranschaulicht der Autor das bäuerliche Leben der deutschen Siedler der ersten Generation inmitten eines bunten Völker- und Menschengemisches. Dabei greift er auf NS-Ideologeme zurück wie z. B. Glorifizierung von Kampf, Bauerntum und Führerpersönlichkeit, Überlegenheit der „arischen Rasse“, Minderwertigkeit, moralische und physische Verkommenheit der „Fremdvölkischen“: Die Deutschen „müssen vor den bleckenden Zähnen des fremden Heerwolfes beschützt werden, der drüben die Donau auf und ab läuft mit hängender Blutzunge.“
In dem Roman „Grenzen wandern: Ein Banater Roman“ (1937) beschreibt von Möller sein Lebens- und Sittenbild der Banater Schwaben von der Jahrhundertwende über den Ersten Weltkrieg und die resultierende Dreiteilung des Banats 1920 am Beispiel des mehrheitlich von Deutschen bewohnten Ortes Jimbolia. Der Ort fiel nach 1918 zuerst an Jugoslawien und 1924 im Tausch gegen Jaša Tomić an Rumänien. Wie in „Die Werschetzer Tat“ müssen sich auch in diesem Roman die „arischen“ Helden „gegen ihre rassischen Gegenspieler“ behaupten.
In dem Roman „Die Salpeterer: Ein Freiheitskampf deutscher Bauern“ (1938) schildert Möller den Freiheitskampf der Hotzenwälder Salpeterer im Schwarzwald gegen den Fürstbischof von St. Blasien und ihre schließliche Verbannung in das Banat. Er beschreibt ihr Heimweh und ihren Trotz gegen das aus ihrer Sicht erlittene Unrecht und lässt sie erst nach Generationen zu „echten Banater Bauern“ werden.
In seinen letzten Jahren war von Möller schriftstellerisch sehr aktiv. Vor allem publizierte er im Eher-Verlag der NSDAP.
Am 11. Oktober 1941, dem 65. Geburtstag des Autors, sprach ihm Reichsminister Joseph Goebbels den Dank der Nation aus.

## Auszeichnungen
- Österreichisch-kaiserlicher Leopold-Orden, 1916[15]
- Erster Preis der Deutschen Buchgilde in Rumänien, 1935[1]
- Kurt-Faber-Preis (= Schrifttumspreis der Westmark bzw. Westmarkpreis für Schrifttum),[16] 1938[17][15]

## Werke
- Die hundert Tage 1815, Wien
- Der junge Wein, Wien 1921
- Schwaben. Drama in einem Aufzug aus der deutschbanater Frühzeit, Temesvar 1922
- Wie die schwäbischen Gemeinden entstanden sind, Temesvar 1923
- Das Banat. Ein Bild deutschen Volkstums und deutschen Schaffens im Südosten Europas. Eine Gedenkschrift zur Zweijahrhundertfeier deutscher Siedlungs im Banat zu Temesvar
- Michel, der den Sumpfteufel austrieb, Leipzig 1926
- Die Werschetzer Tat. Ein Roman von Bauern und Reitern, Braunschweig 1936
- Grenzen wandern. Ein Banater Roman, Wien 1937
- Schwaben. Ein volksdeutsches Spiel, München 1938
- Die Salpeterer. Ein Freiheitskampf deutscher Bauern, München 1939
- Der Aufklärer. Eine Novelle, Wien 1939
- Der Savoyer. Ein Prinz-Eugen-Roman, München 1939
- Reiter im Grenzland. Erzählung, Reutlingen 1939
- Deutsches Schicksal im Banat, Wien 1940
- Heißsporne. Eine Reitergeschichte um Prinz Eugen, München 1940
- Das steinerne Schachbrett. Roman, Braunschweig 1941
- Das Korsett der Marquise. Eine Soldatengeschichte aus Flandern, München 1940
- Spätsommer. Eine Geschichte aus Wien, München 1941
- Die Lothringerin. Roman eines Frauenlebens zwischen zwei Nationen und zwei Zeitaltern, München 1942
- Im Schatten der Excellenz. Novelle, München 1942
- Der Weg über die Grenze. Novelle, Wien 1943